# 马塞耶
马塞莱（法語：Masseilles，法語發音：[masɛj]）是法国吉伦特省的一个市镇，属于朗贡区。

## 地理
马塞耶（44°24'24"N, 0°3'17"W）面积6.72 平方千米，位于法国新阿基坦大区吉倫特省，该省份为法国西南部沿海省份，是法國本土面积最大的省，北起滨海夏朗德省，西临大西洋，南至朗德省，东南接洛特-加龍省，东临多爾多涅省。
与马塞耶接壤的市镇（或旧市镇、城区）包括：科维尼亚克、格里尼奥尔斯、马里翁、西拉。

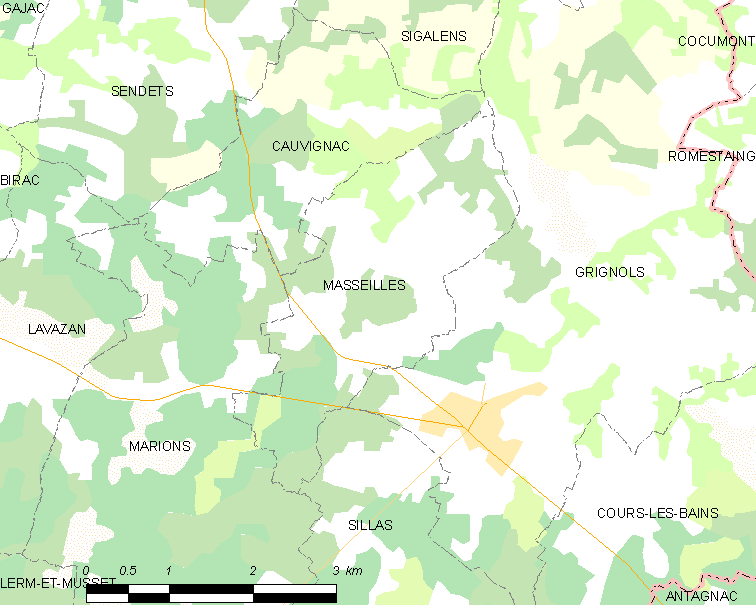
马塞耶的OSM定位图

马塞耶的时区为UTC+01:00、UTC+02:00（夏令时）。

## 行政
马塞耶的邮政编码为33690，INSEE市镇编码为33276。

## 政治
马塞耶所属的省级选区为南吉伦特县。

## 人口

1962-2008年间马塞耶人口变化图示

马塞耶于2022年1月1日时的人口数量为137人。